# Chachapoyas (ville)
Pour les articles homonymes, voir Chachapoyas.
Chachapoyas (prononcé en espagnol : [tʃa.tʃaˈpo.ʝas]) est une ville du nord du Pérou, capitale de la région Amazonas, située près du Río Utcubamba. Elle est le siège du diocèse de Chachapoyas avec sa cathédrale Saint-Jean-Baptiste.

## Histoire
Fondée le 5 septembre 1538 par le conquérant don Alonso de Alvarado et ses vingt (pour vingt soldats, car c'est ainsi qu'il arriva dans la ville). 
Appelée San Juan de la Frontera de los Chachapoyas, la ville a d'abord été établie près de La Jalca, puis près de Levanto. Les emplacements d'origine de la ville ont été abandonnés en raison du climat, des maladies et de l'absence de défense contre les groupes locaux rebelles. L'emplacement de la ville a changé plusieurs fois, jusqu'à ce qu'elle soit installée à l'endroit qu'elle occupe actuellement à 2334 m. Dans un premier temps, la date de l'établissement n'avait pas été spécifiée. On pense que les colons espagnols ont déplacé la ville à son emplacement actuel en 1545.
La ville conserve encore ses larges casonas coloniales de grandes cours et des salons, avec des toits en tuiles. Sa Plaza de Armas située à l'ouest de la ville est un carré parfait de 100 m de côté. Sur le côté sud de la place se trouve un monument au "Héros d'Arica", le colonel Francisco Bolognesi.
Ce fut un lieu très important pour les corridas.
De la période de vice-royauté date la légende selon laquelle le chef indien Pantoja aurait demandé au vice-roi la permission d'installer un toit en or dans sa maison. Ce trésor et d'autres seraient cachés dans l'une des 40 grottes qui entourent la ville.
Il fut un temps où il y avait une lagune entourée de totoras (une sorte de scirpe) et de palmiers. Le bois des palmiers servaient à la construction des temples de la ville. Le stade Kuélap se trouve maintenant à cet endroit.
Jiron Triunfo est la rue qui relie les trois principales places de la ville. On l'appelle ainsi parce que les Chachapoyens victorieux de la bataille de Higos Urco sont entrés dans la ville par ici.
Un tremblement de terre (en) s’est produit à Chachapoyas le 14 mai 1928 à 17h14 heure locale, causant des victimes et des destructions.

## Géographie
Située à une altitude de 2 335 m dans les montagnes, loin de la côte péruvienne, Chachapoyas reste assez isolée des autres régions du Pérou. Sa population est de 32 026 habitants (2017). 
De la route de Bagua vers la rivière Mayo et Huallaga, une branche se détache, suivant le cours de la rivière Utcubamba et menant à Chachapoyas.
La situation géographique de la ville a déterminé son isolement jusqu'à récemment, lorsque de meilleures routes ont été construites entre Chachapoyas et les villes de la côte nord du Pérou. Chachapoyas est entouré de formations boisées étendues et touffues. Pendant la saison des pluies, ces formations sont recouvertes d'une brume épaisse, d'où le nom de la ville (du mot quechua : sachapuyos, qui signifie "montagne de brume"). Une autre interprétation du nom Chachapoyas est celle qui fait allusion à sa signification de "mâle fort".
L'agriculture locale comprend la culture de la canne à sucre, de l'orchidée et du café. 

### Climat
Dans cette partie du Pérou, située près de la jungle amazonienne, le climat est subtropical mais toujours humide, décrit par la classification climatique de Köppen comme Cfb avec une température moyenne de 18 °C et une humidité relative moyenne de 74 %. Cependant, dans certaines régions, la température peut chuter jusqu'à 2 °C. Chachapoyas a un climat tempéré et est modérément pluvieux. 
La moyenne annuelle des températures maximale et minimale (période 1960-1991) était de 19,8 °C et 9,2 °C, respectivement. La moyenne annuelle des précipitations accumulées pour la période 1960-1991 était de 777,8 mm.
Chacapoyas, par son emplacement entre la Cordillère occidentale aride et les Cordillères centrale et orientale pluvieuses et boisées, reçoit une quantité annuelle de précipitation généralement modeste, sans rapport avec les précipitations abondantes et tropicales de type forêt pluviale qui tombent plus à l'est sur les villes comme Moyobamba.
| Mois                              | jan. | fév. | mars  | avril | mai  | juin | jui. | août | sep. | oct. | nov. | déc. | année |
| --------------------------------- | ---- | ---- | ----- | ----- | ---- | ---- | ---- | ---- | ---- | ---- | ---- | ---- | ----- |
| Température minimale moyenne (°C) | 9,7  | 9,9  | 10    | 9,9   | 9,5  | 8,6  | 7,8  | 7,9  | 8,7  | 9,6  | 9,4  | 9,5  | 9,2   |
| Température maximale moyenne (°C) | 20,1 | 19,7 | 19,7  | 19,9  | 20,1 | 19,6 | 19,3 | 19,8 | 20   | 20,4 | 20,8 | 20,7 | 20    |
| Précipitations (mm)               | 86,6 | 96,2 | 121,2 | 86,8  | 43,5 | 28,2 | 18,6 | 33,5 | 48,3 | 87,8 | 86,6 | 73,9 | 811,2 |

## Transports
Chachapoyas possède un aéroport (code AITA : CHH).
Les randonneurs et les aventuriers peuvent visiter la région de Chachapoya. Il y a un service quotidien de bus pour Chiclayo et Cajamarca. Le bus de Chiclayo est un bus de nuit. La route de Cajamarca est sinueuse et bordée de précipices.

Vues de Chachapoyas
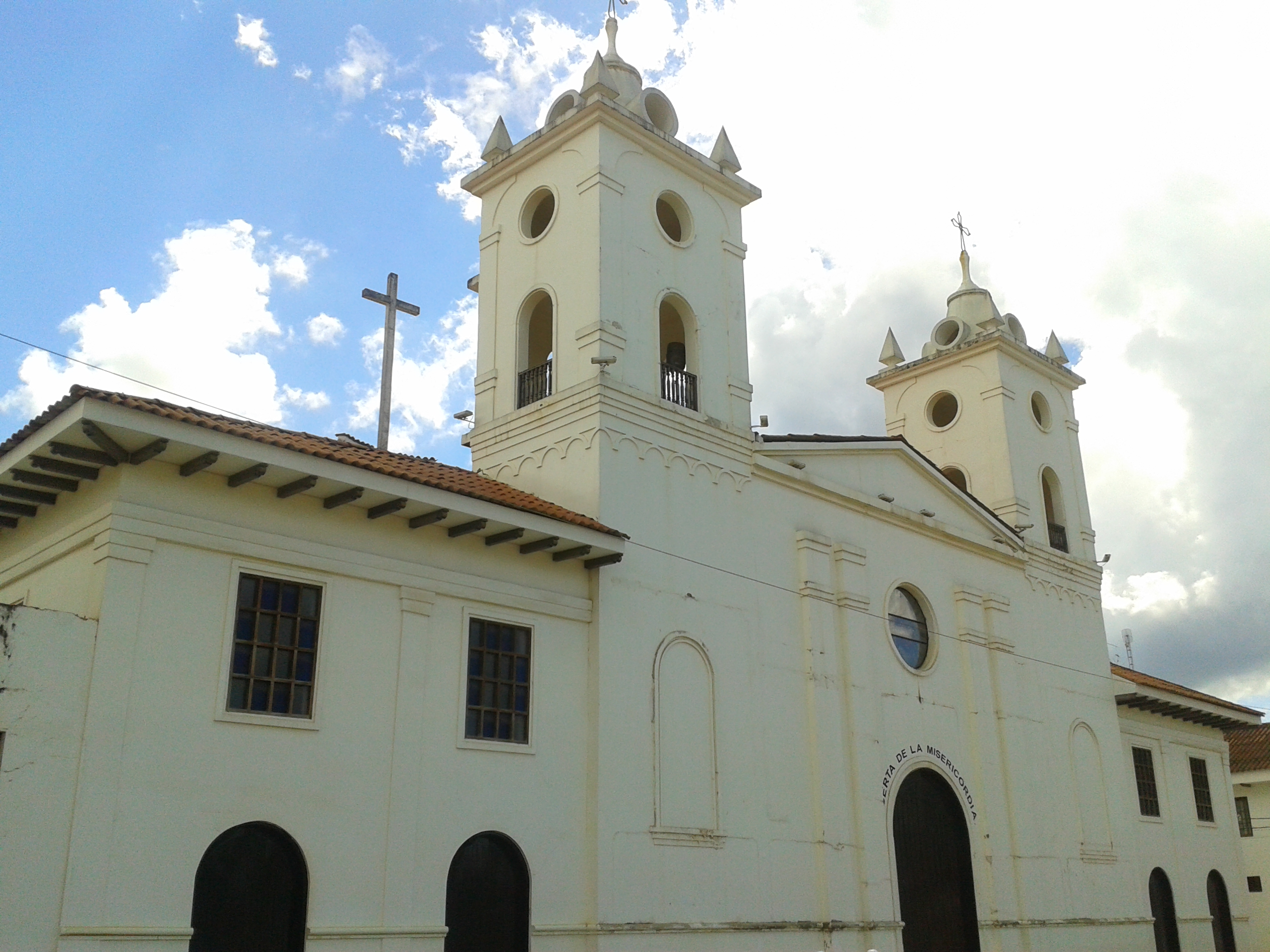
Cathédrale St Jean- Baptiste.
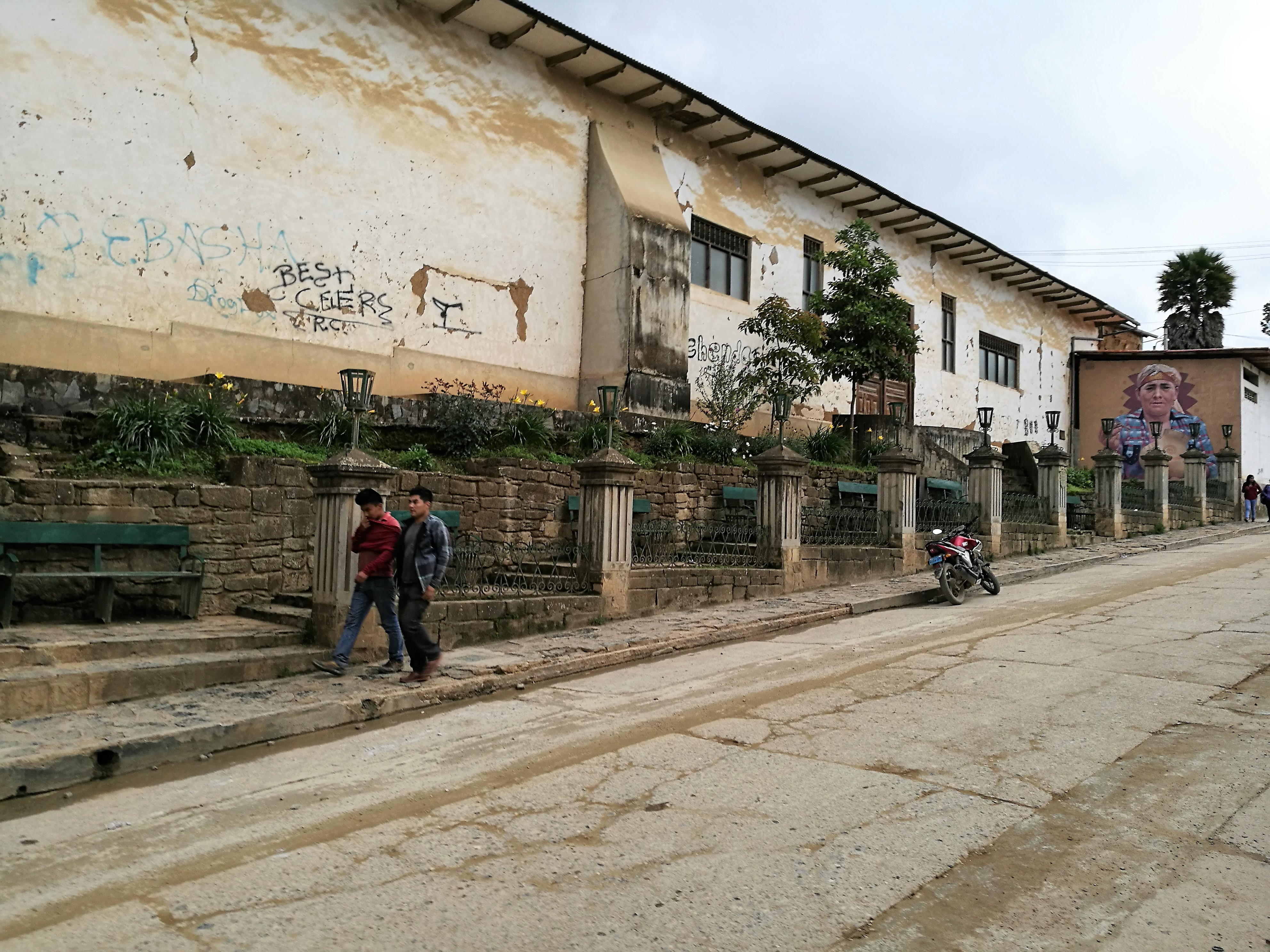
Grafittis et peintures murales.
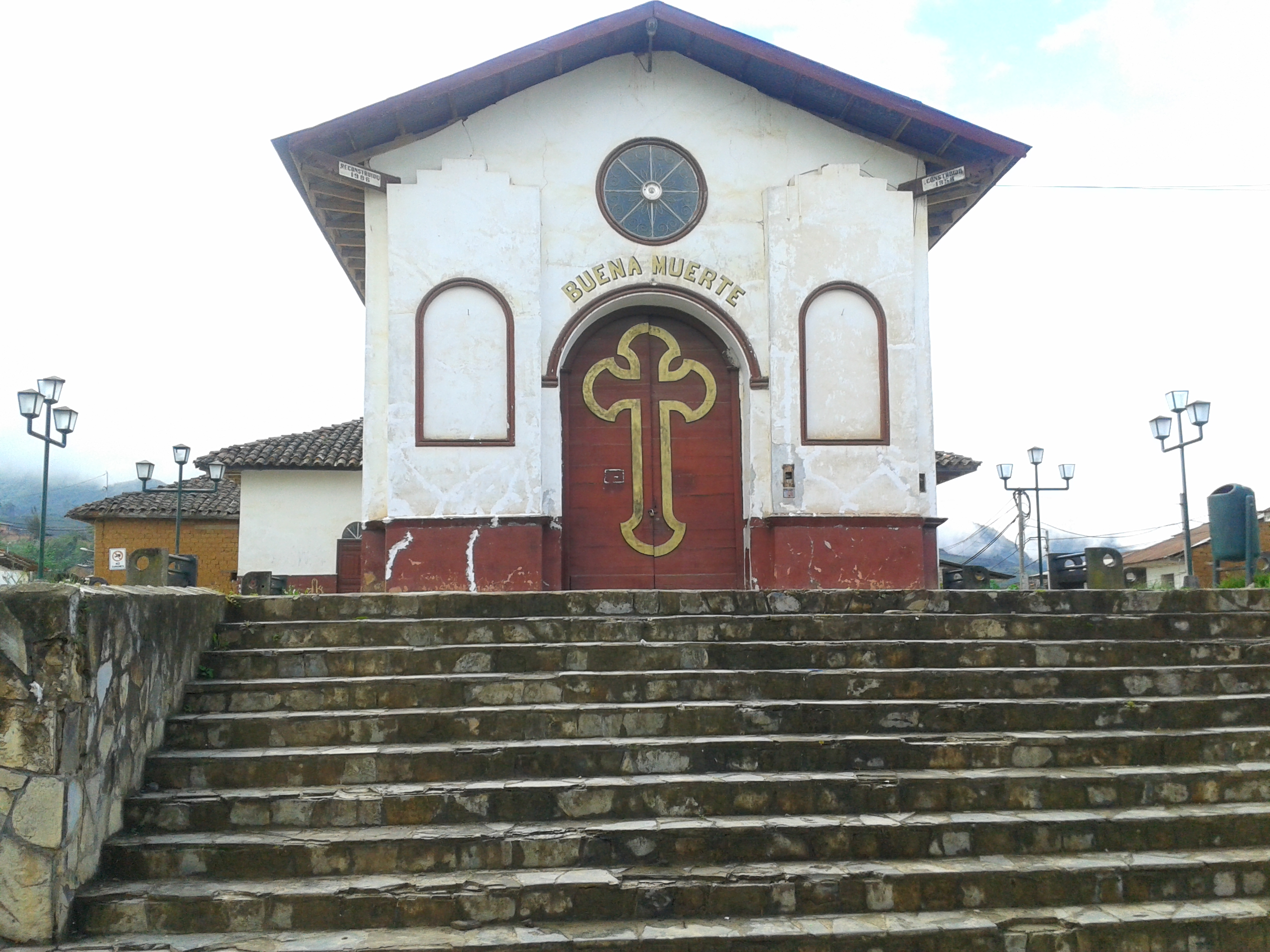
L'église"Bonne mort".
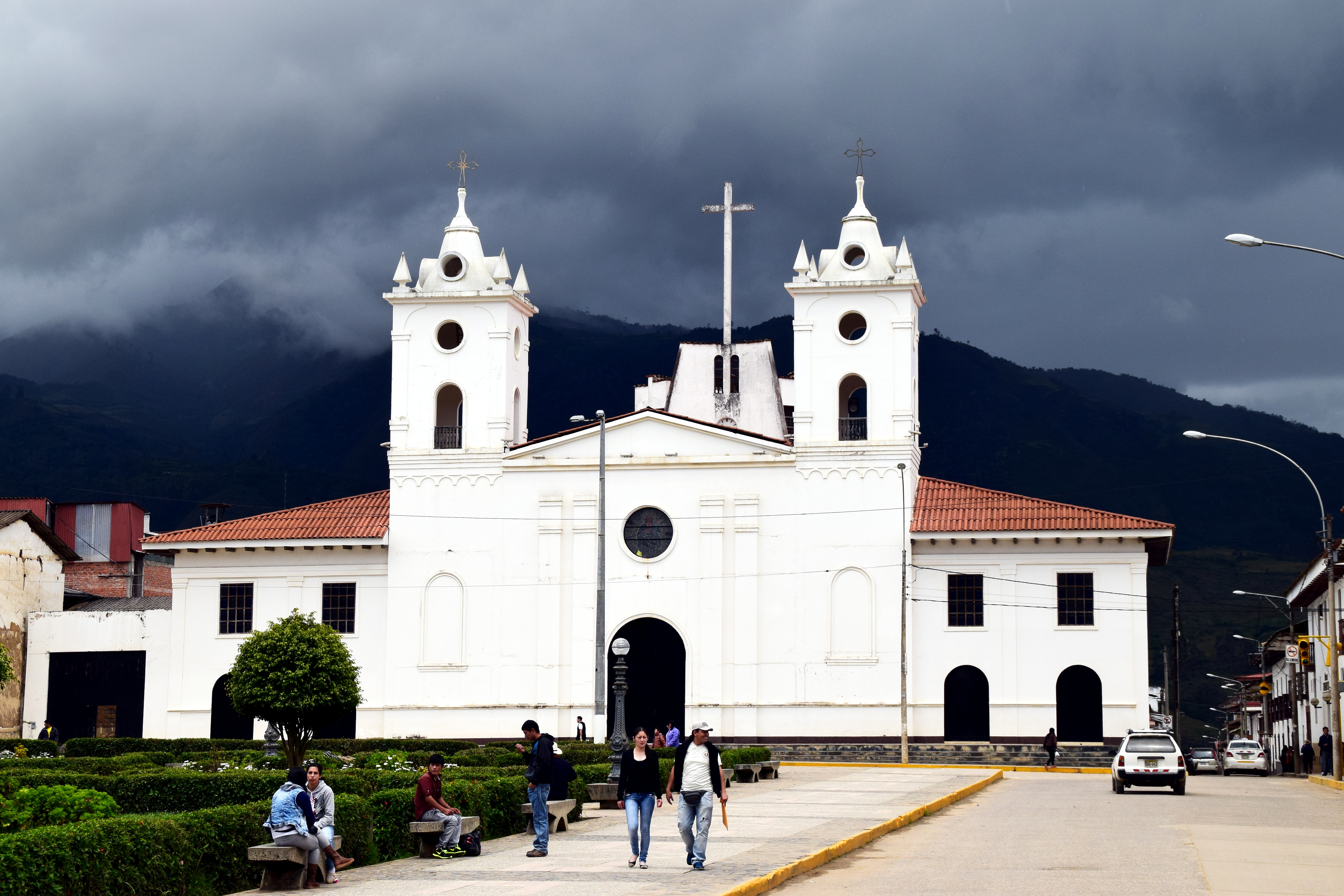
Cathédrale de Chachapoyas.
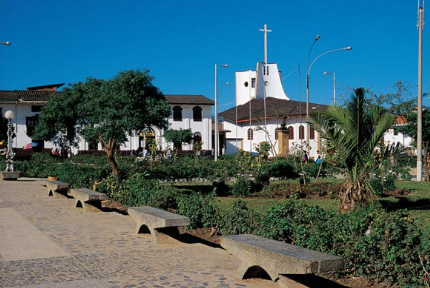
La place d'armes.
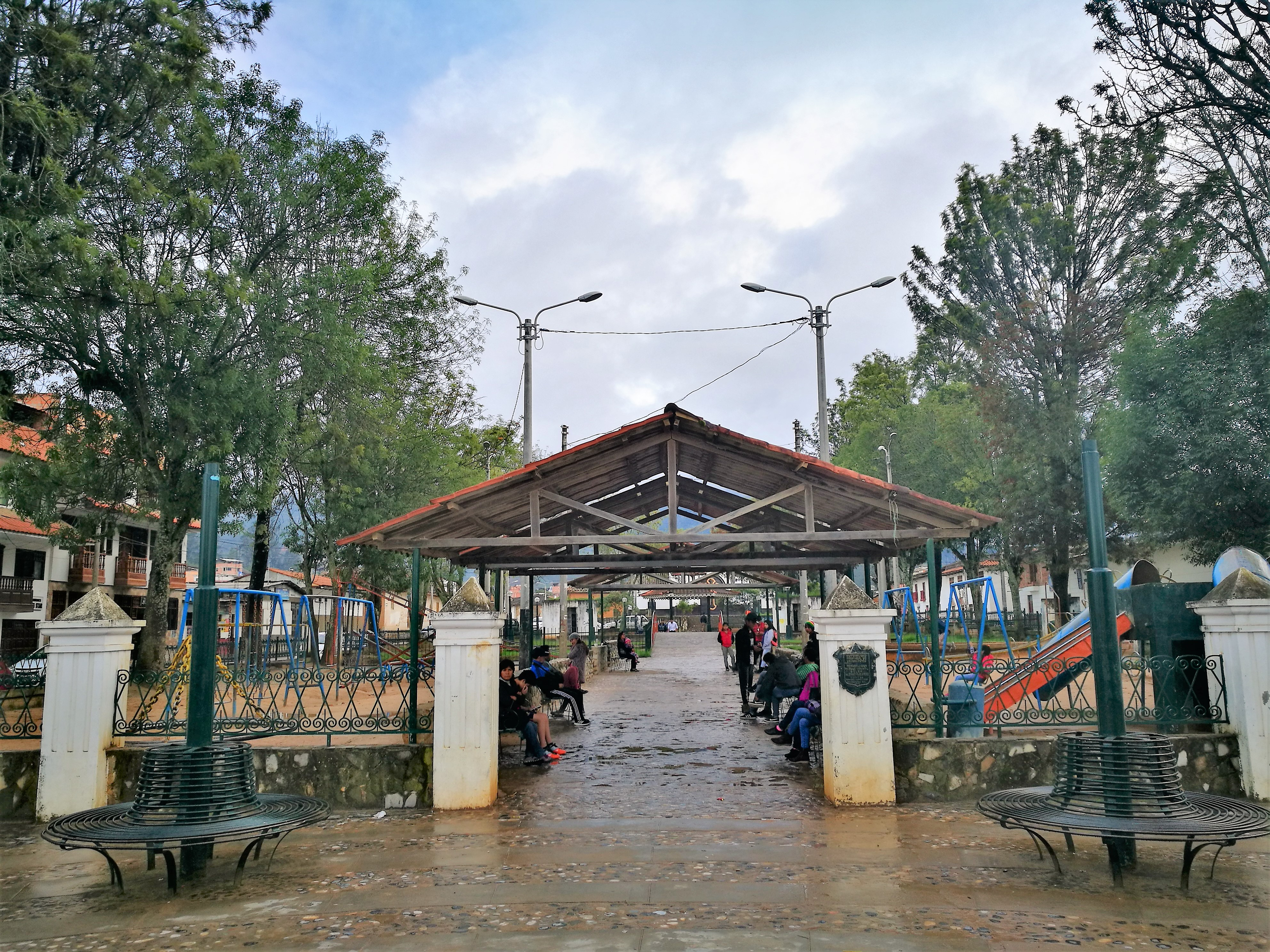
Parc Belén.

## Attractions touristiques

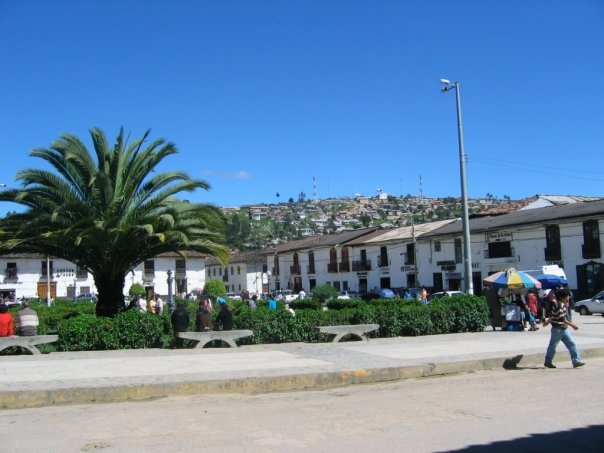
Maisons à Chachapoyas

Chachapoyas possède un bureau d'Iperú, information et assistance au touriste.
- Place de l'Indépendance : Elle se trouve à l'est de la ville. Sur cette place se trouve un monument à la mémoire des héros Chachapoyas de la bataille de Higos Urco du 6 juin 1821. On dit que la Plaza Santa Ana fut la première place de la ville. C'est là que fut construite la première église de Chachapoyas. Les gens avaient l'habitude de célébrer les festivités de la San Juan de los Indios sur cette place avec huit jours de corrida.
- Luya Urqu (Luya Urco) est une colline située à l'ouest de la ville. Dans ce lieu se trouve le puits de Yana Yaku (Pozo de Yanayacu), connu à l'origine sous le nom de " Fuente Cuyana ". Le puits a été construit à l'endroit même où, selon la légende, Santo Toribio de Mogrovejo a fait jaillir l'eau d'un rocher, mettant fin à la sécheresse qui sévissait dans la région. La légende dit que tout homme qui boit de son eau sera toujours attiré par le charme des femmes de la ville[4].
- Fontaine de Cuyana. Cette fontaine de légende se trouvait en bordure de la colline de Luya Urco et possédait deux jets, l'un du bien et l'autre du mal. Selon la légende, lorsqu'une personne buvait de l'eau du premier jet, l'amour naissait, mais à partir du second, la haine ou la négligence était produite. Dans la ville, on disait que l'étranger qui buvait à cette "fontaine d'amour", serait à jamais captivé par ses belles femmes et ses merveilleux terrains qui sont pleins de délices.
- La colline de Legón est située dans la ville de Higos Urco, à 2 km de la ville de Chachapoyas. C'est ici que s'est déroulée une fameuse bataille contre les royalistes espagnols.

La région de Chachapoyas offre la possibilité d'excursions vers les principaux sites touristiques du Pérou du nord, tels que  la citadelle spectaculaire de Kuélap, le Lac des Condors, la cascade de Gocta, les sarcophages de Karajía et de Revash. 